# 謝菲爾德座堂
謝菲爾德座堂（英語：Sheffield Cathedral）是位於英國英格蘭城市謝菲爾德的一座教堂，這座教堂也是聖公會設菲爾德教區的主教座堂。這座教堂原本是一座教區教堂，在1914年升格為主教座堂。謝菲爾德主教座堂是謝菲爾德的五座一級保護建築之一。

## 外部連結
- Sheffield Cathedral
- 360° views of the Cathedral from BBC South Yorkshire